# Thar Express
Le Thar Express (ourdou : تهر ایکسپریس, hindi : थार एक्सप्रेस) est un train de voyageurs international exploité à raison d'un aller et retour par semaine entre Karachi, au Pakistan, et Jodhpur, en Inde. Il traverse pour ce le désert du Thar.
Le service Thar Express a repris le 18 février 2006, quarante et un ans après la rupture de la liaison ferroviaire entre l'Inde et le Pakistan à sa frontière occidentale.
Les chemins de fer du Pakistan (Pakistan Railways) et les chemins de fer indiens (Indian Railways) assument la responsabilité du train sur leur propre territoire.
Au Pakistan, le train circule entre Karachi et Khokhrapar où il se connecte avec le Thar Link Express (hindi : थार लिंक एक्सप्रेस) exploité par la compagnie Indian Railways au moyen de ses propres voitures et locomotives, entre Munabao railway station (en) et Jodhpur.

## Histoire
La voie entre Barmer, qui faisait alors partie de l'État princier de Jodhpur, et Sadipalli dans le Sindh a été tracée en décembre 1900.
La liaison ferroviaire s'est interrompue après le bombardement de la voie par des avions de chasse pakistanais pendant la guerre de 1965.
Depuis le 9 août 2019, le Thar Express est suspendu jusqu'à nouvel ordre en raison de l'escalade des tensions entre l'Inde et le Pakistan.

## Trajet
Le trajet au Pakistan prend environ 7 heures 30 pour parcourir une distance de 381 km. Le train circule le long d'un tronçon de la ligne de chemin de fer Karachi–Peshawar et de la ligne secondaire Hyderabad–Khokhrapar.
La gare de Zero Point sert de point de passage de la frontière entre l'Inde et le Pakistan.